# Héric

Héric este o comună în departamentul Loire-Atlantique, Franța. În 2009 avea o populație de 5,166 de locuitori.